# Casa Alegre de Sagrera
La Casa Alegre de Sagrera es un edificio-museo de la calle de la Font Vella, núm. 29, de Tarrasa, provincia de Barcelona. En un origen fue la casa solariega de Joaquim de Sagrera, fabricante textil de finales del siglo XVIII y principios del XIX, que tuvo un papel destacado en la Guerra de la Independencia Española. A pesar de que data del principio de este último siglo, su fisionomía actual es el resultado de la reforma modernista llevada a cabo por Melcior Viñals, arquitecto municipal, al inicio del siglo XX, en tiempo de los sucesores del propietario originario, Francesc Alegre i Roig y Mercé de Sagrera, puesto que había quedado muy malograda a raíz de la invasión de las tropas napoleónicas. La casa, actualmente una de las secciones del Museo de Tarrasa, es un modelo de vivienda de la burguesía industrial de la época.

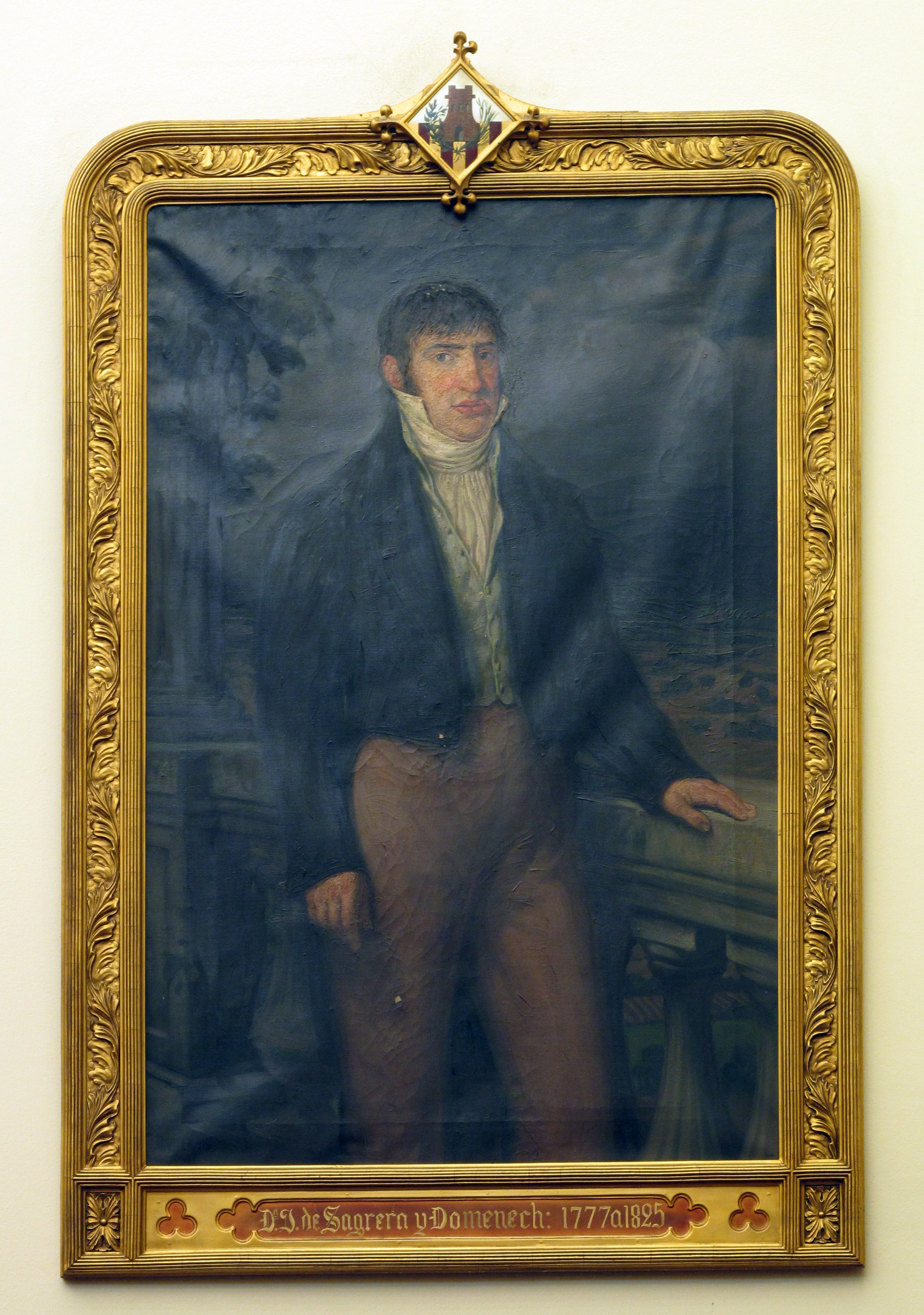
Retrato de Joaquim de Sagrera en la galería de terrasenses ilustres del Ayuntamiento de Tarrasa.

Después de que a mediados de siglo XX, gracias a una campaña impulsada por la prensa local y la Junta Municipal de Museos, se impidiera una reforma drástica del edificio que lo habría desvirtuado totalmente, la casa Alegre de Sagrera fue adquirida por el Ayuntamiento en el año 1973 con la ayuda de la Caixa de Ahorros de Terrassa y desde entonces está abierta al público, tanto la casa como los jardines, a los cuales se accede por la calle del Cardaire.

## El edificio
El edificio actual consta de un cuerpo central y dos laterales unidos en forma de U, con una fachada simétrica, de estilo ecléctico, balcones modernistas de hierro forjado en el primer piso y ventanas a manera de galería en el segundo, el diseño de las cuales se atribuye a Josep Puig i Cadafalch, a pesar de que no se encuentra documentado en ninguna parte. Alexandre de Riquer hizo el relieve de la fachada que ilustra las proezas del primer propietario durante la guerra contra Napoleón, y también es obra suya el grandioso plafón ornamental del comedor, pintado en 1901 para el Instituto Industrial de Terrassa. El salón principal, con pinturas murales de Pere Viver, se abre a la galería que da al patio y a los jardines, decorada con vitrales modernistas. 
Subiendo la escalera noble se puede admirar el cuadro monumental de Joaquim Vancells con una imagen de Joaquim de Sagrera luchando contra los franceses en 1818 en las montañas de Rubió. Desde aquí se llega a los únicos aposentos conservados de la casa del siglo XIX, tres salones con los techos decorados con pinturas murales sobre la conquista de México, la historia de Salomón y escenas bíblicas, respectivamente.
La casa Alegre de Sagrera conserva buenas muestras del mobiliario original y aloja varias colecciones de arte del fondo museístico municipal, con obras de los pintores Fèlix Mestres, Laureano Barrau, Josep Martínez Lozano y Carlos Baca-Flor, y una curiosa colección de cerámica y porcelana oriental, la colección Salvans. Destacan, además, las salas dedicadas a los escritores Agustí Bartra y Ferran Canyameres y, al dibujante de Tarrasa, Mateu Avellaneda.
El museo cuenta también con un módulo multisensorial denominado «La Mirada Táctil», un espacio de interpretación táctil dirigido a todo el mundo pero especialmente adaptado y diseñado para aquellos visitantes que presentan algunos tipos de dificultades visuales, ceguera o movilidad reducida.

## Galería

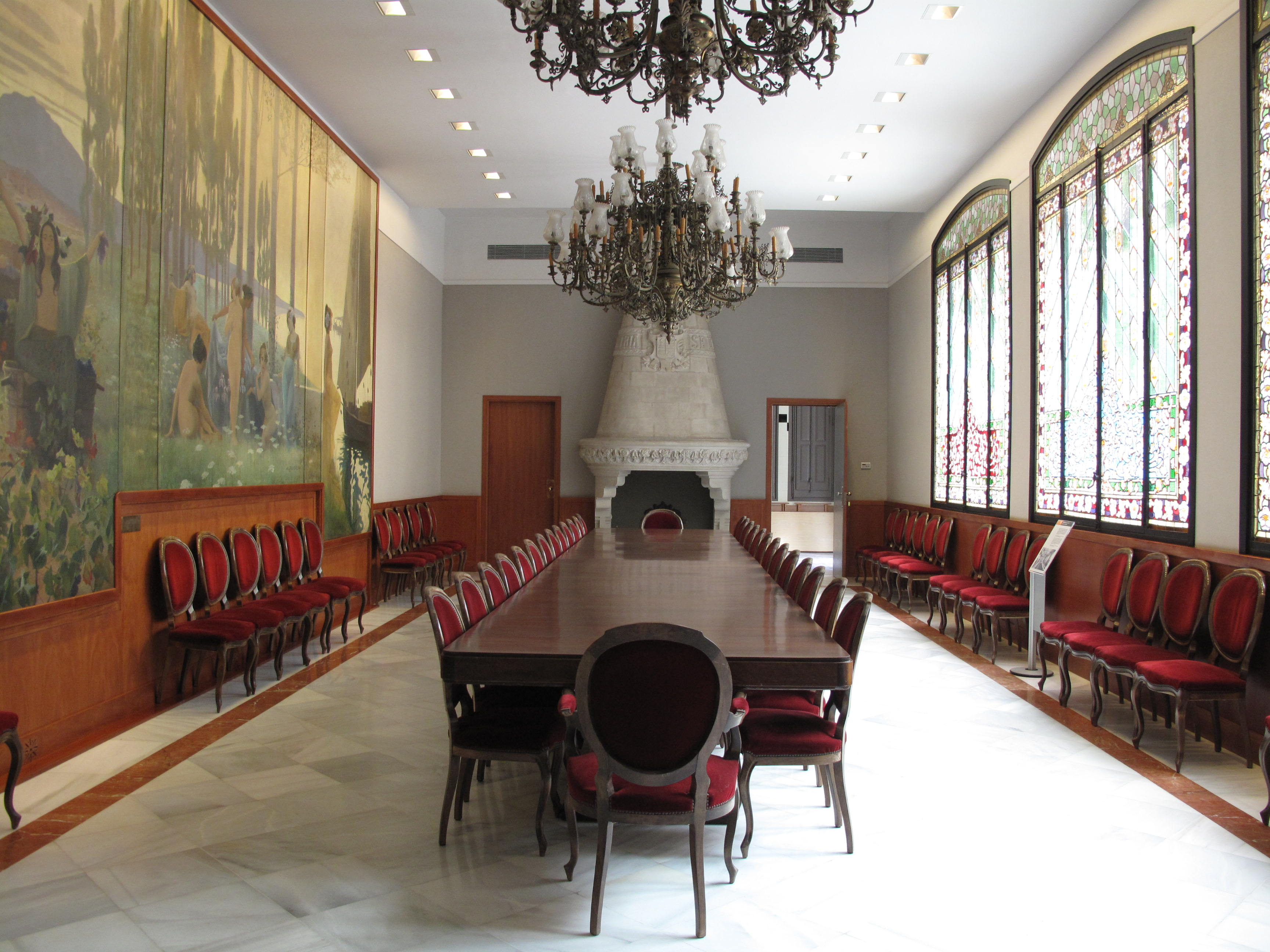
Comedor con plafón ornamental de Alexandre de Riquer.
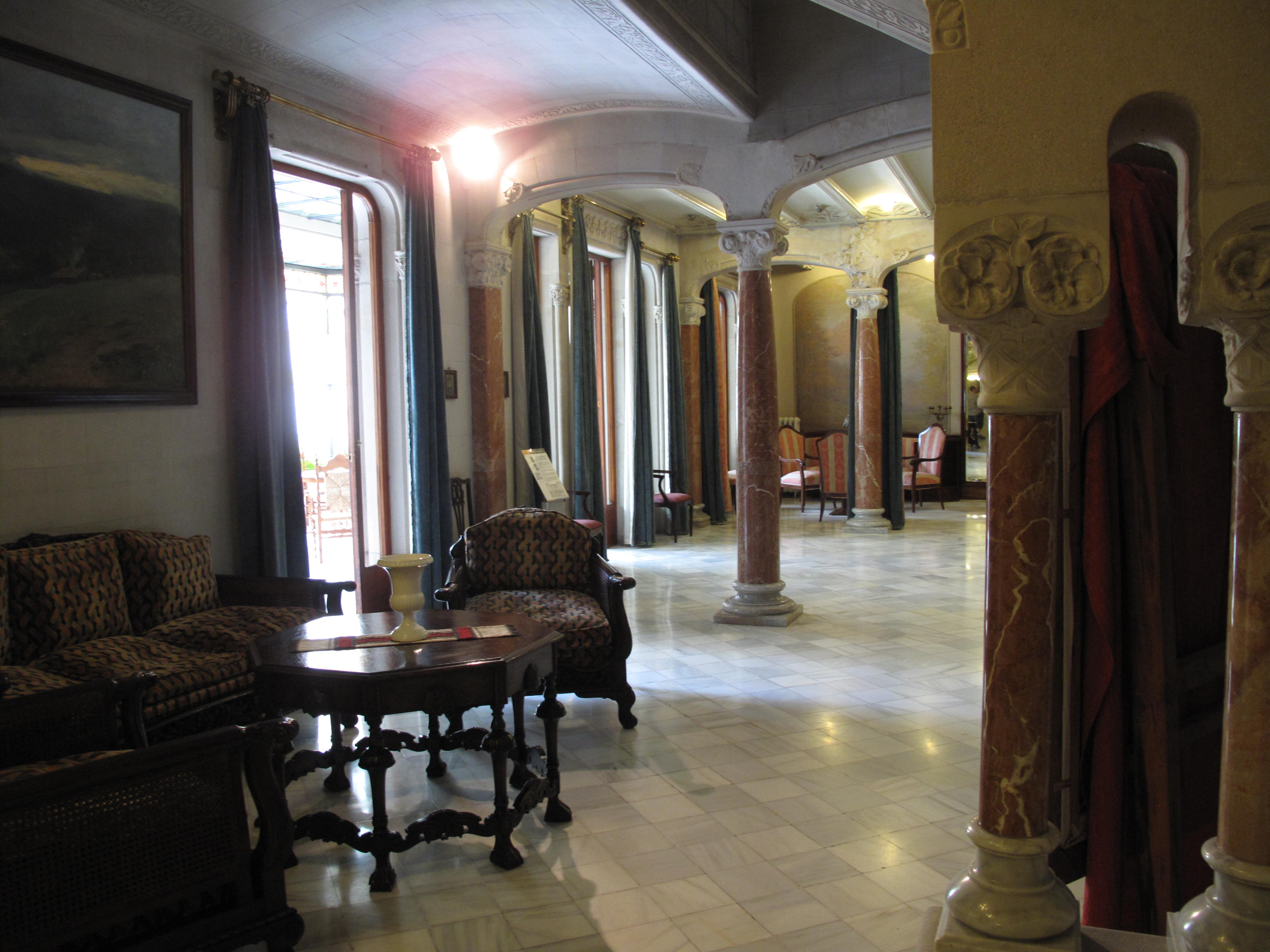
Salón principal.
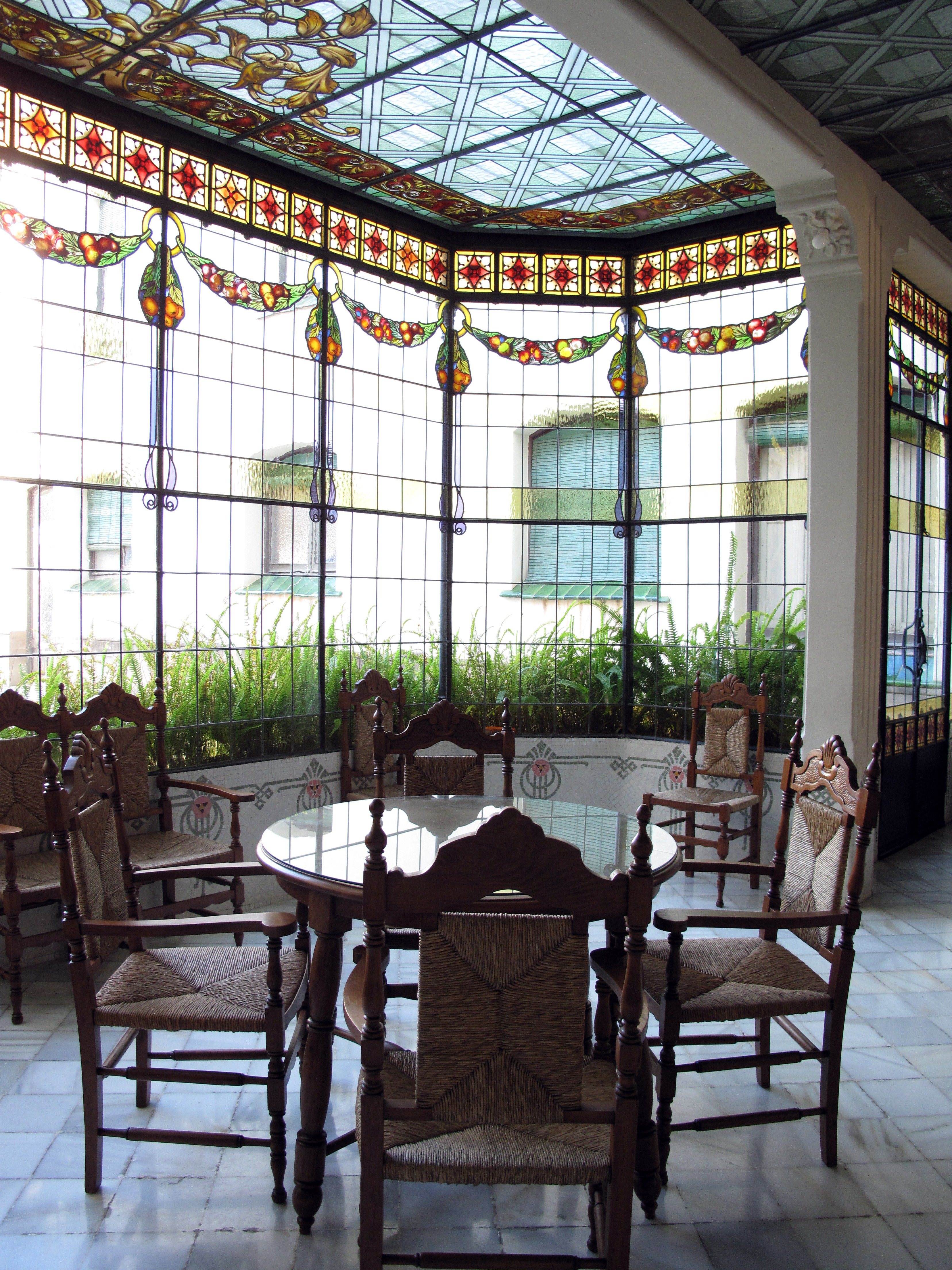
Galería con vitrales modernistas.
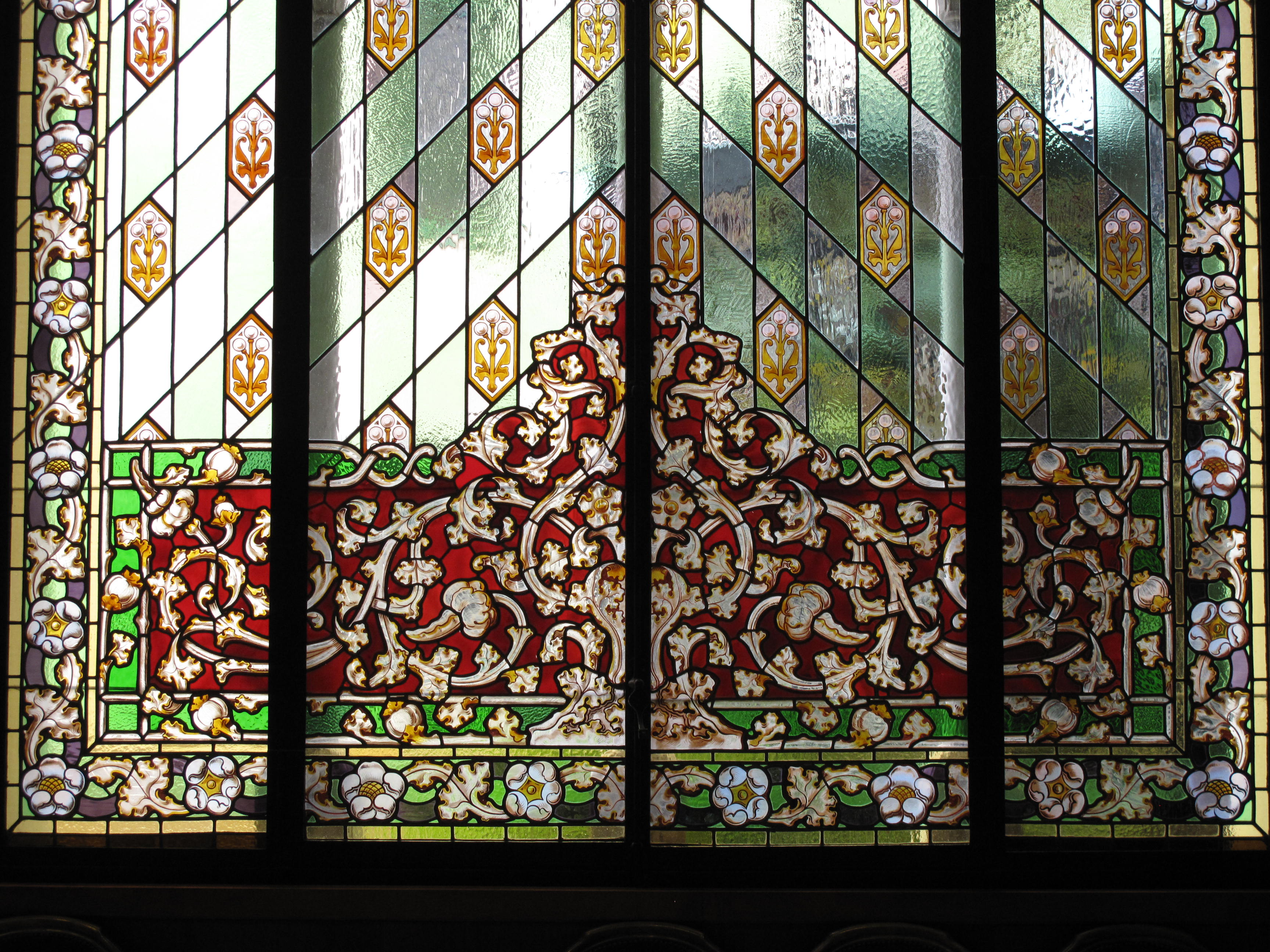
Vitral modernista.
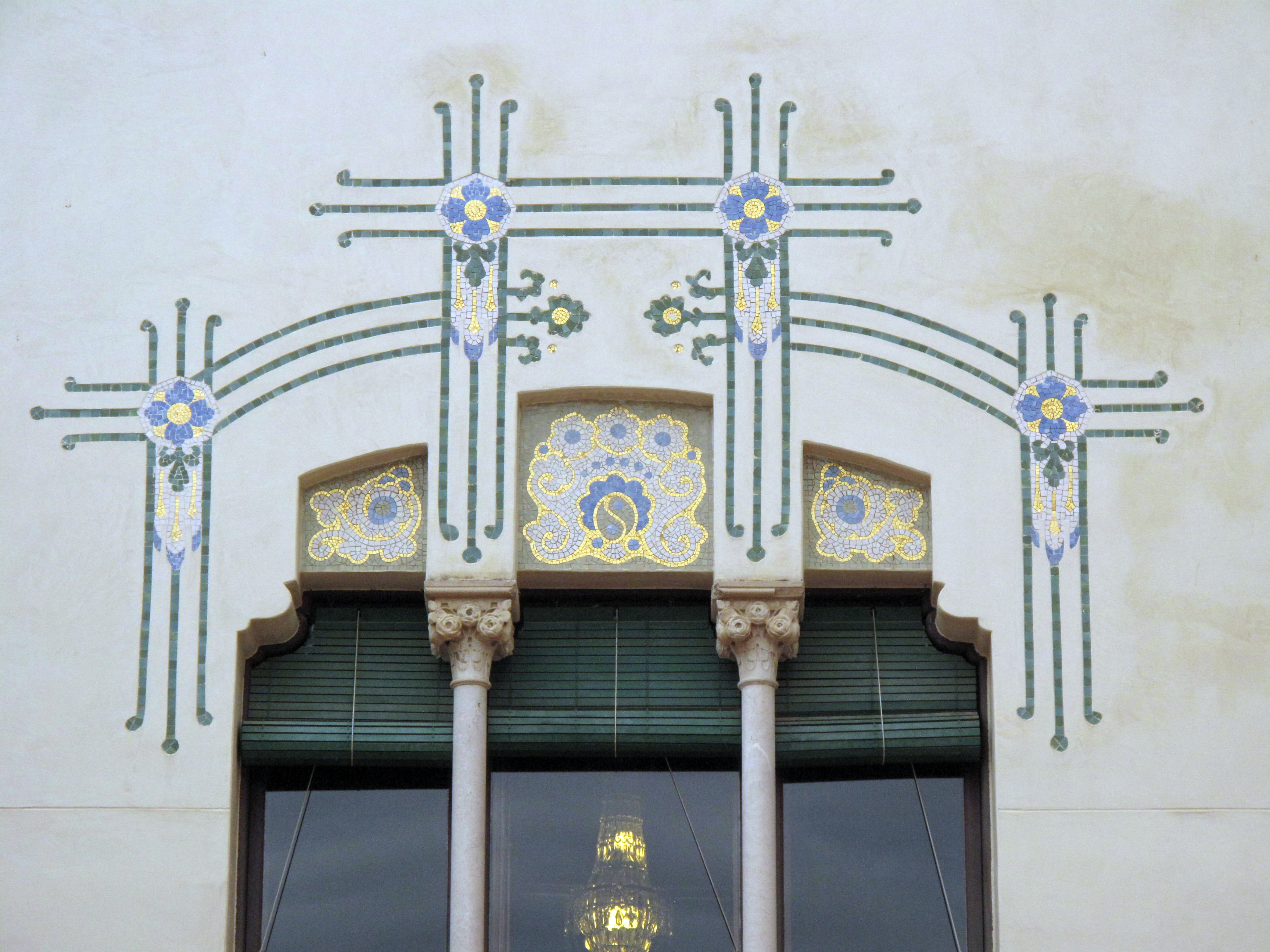
Ventana modernista que da al patio.
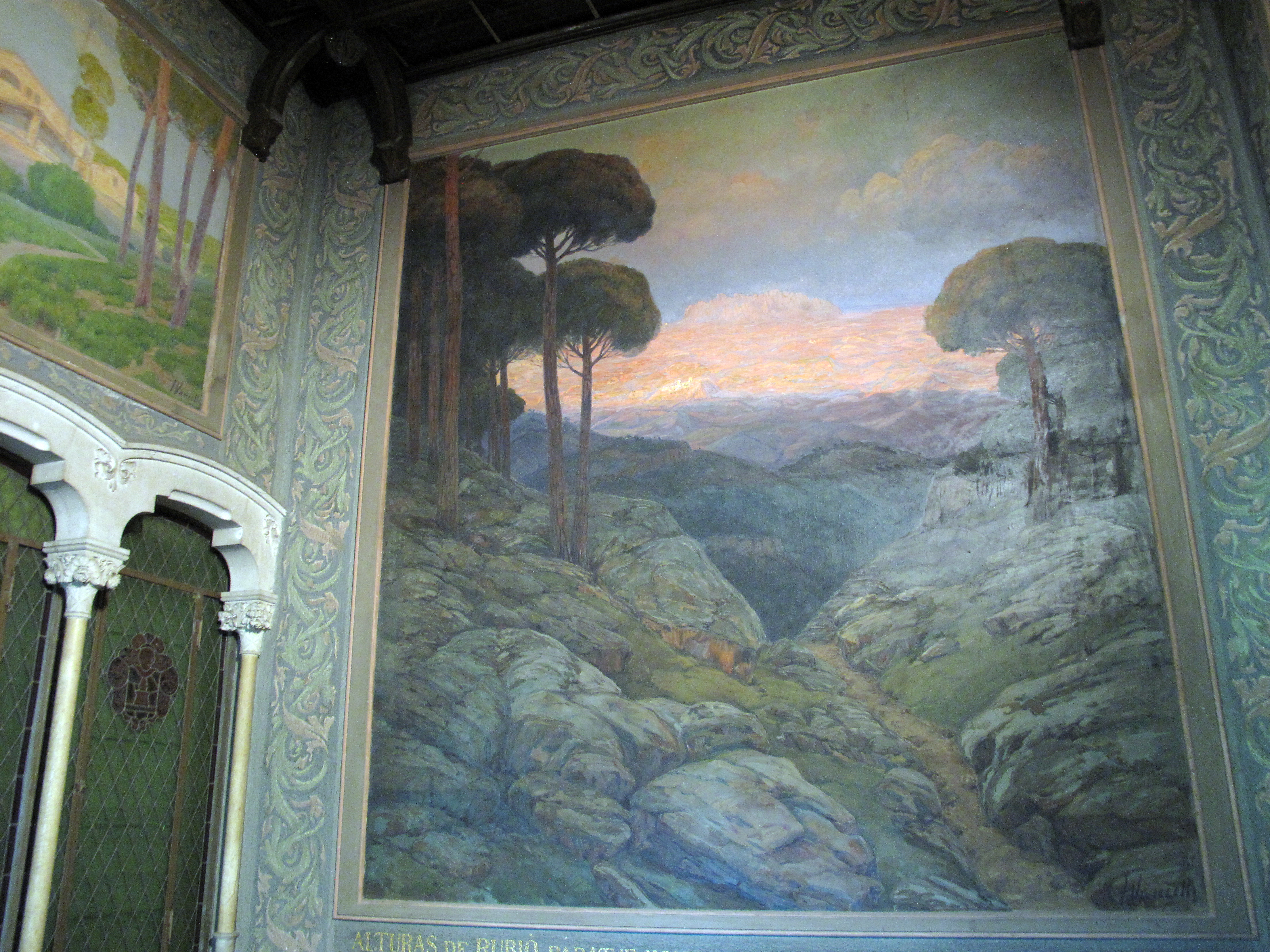
Mural de Joaquim Vancells en la caja de la escalera.
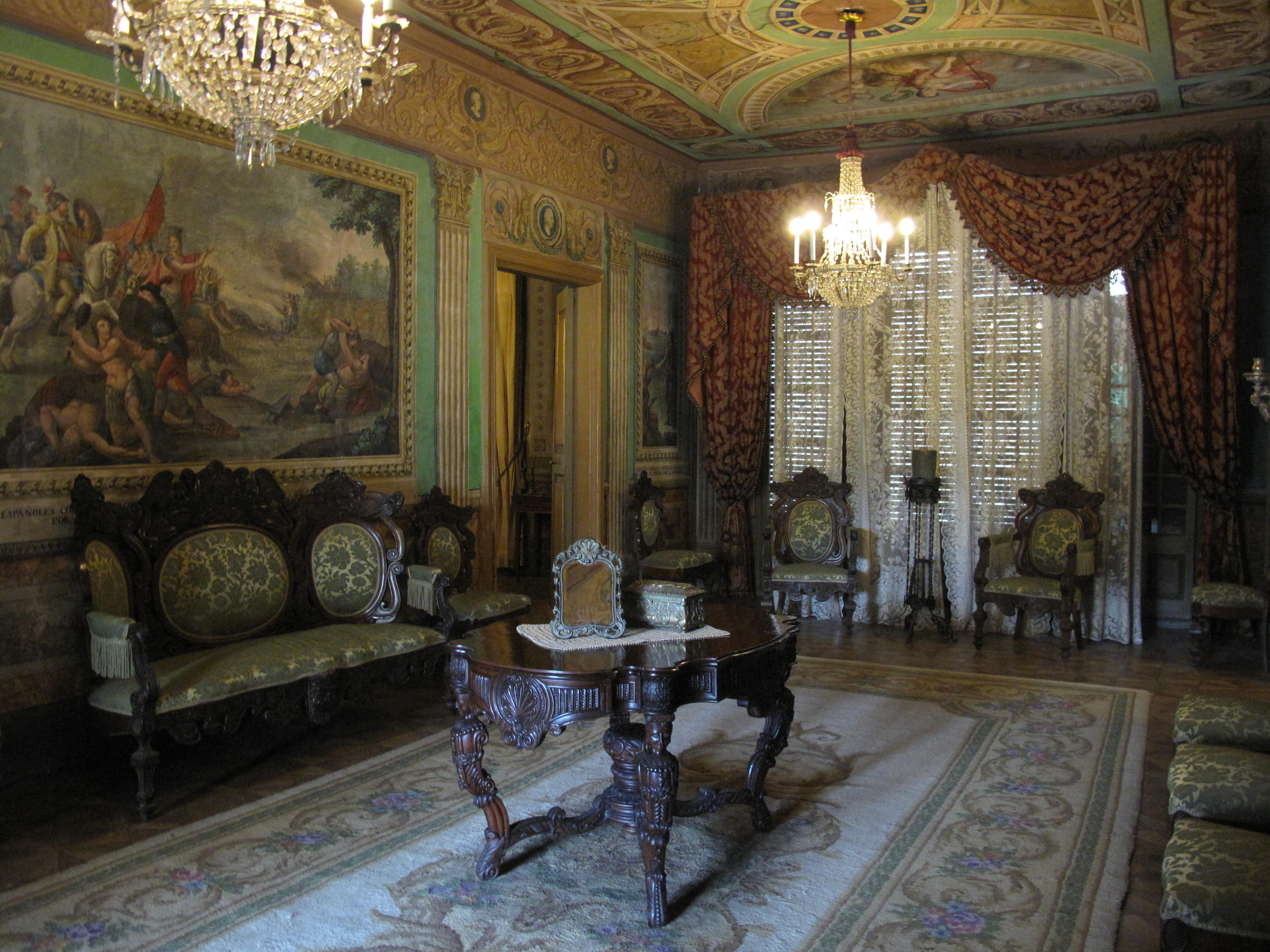
Salón ochocentista con escenas sobre la conquista de México
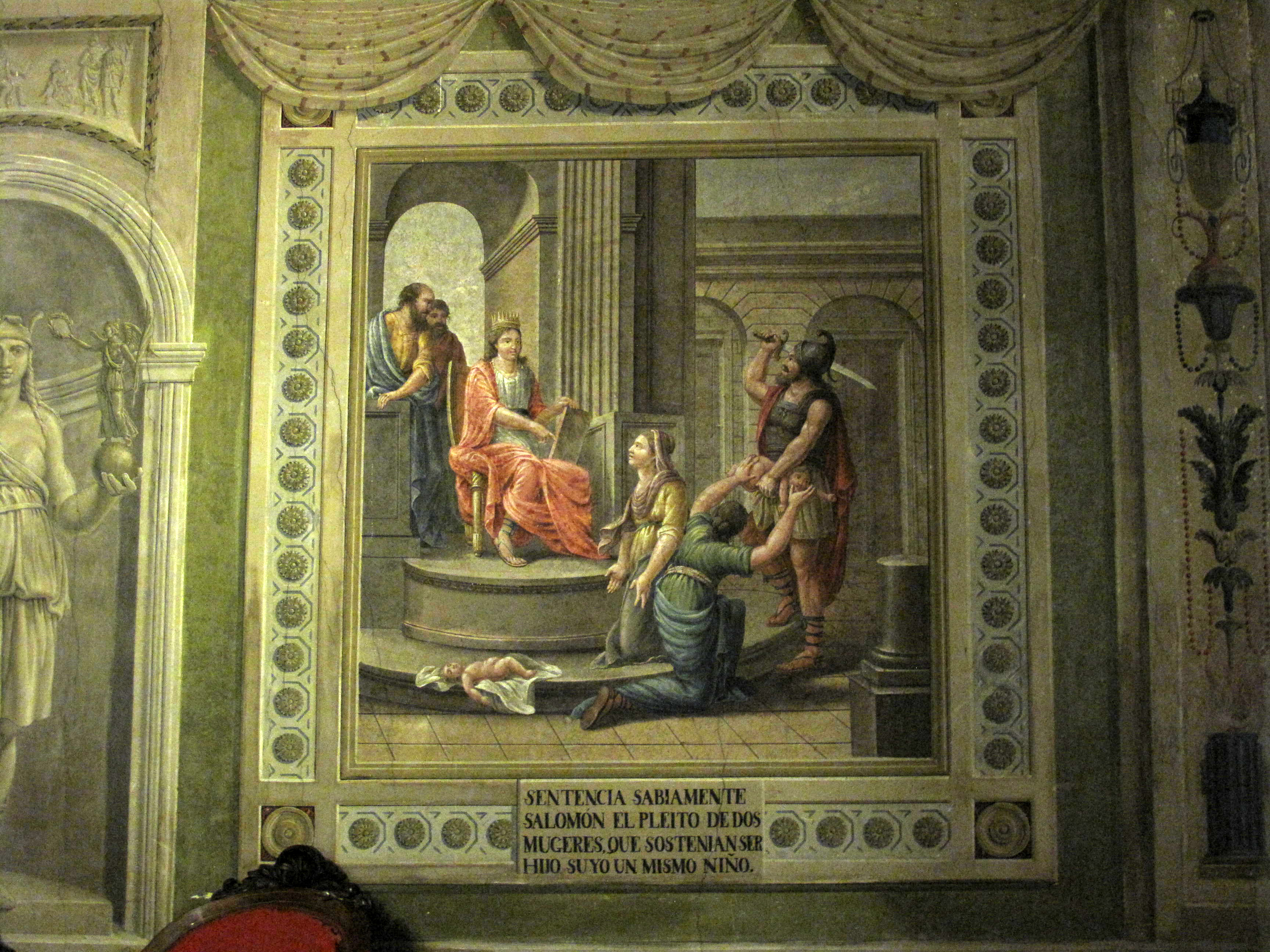
Salón ochocentista con el El juicio de Salomón.
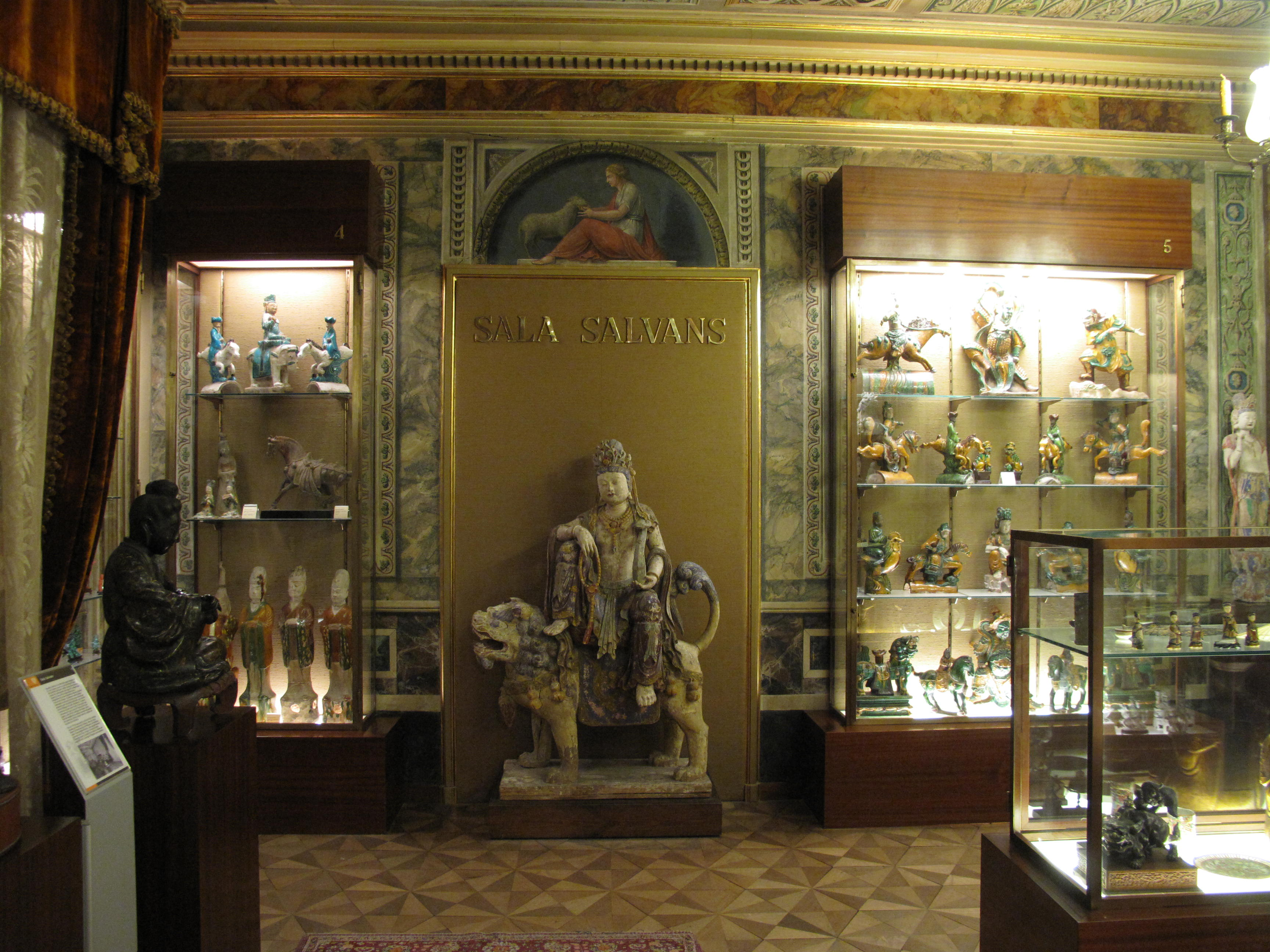
Sala Salvans, amb una col·lecció de porcellanes xineses
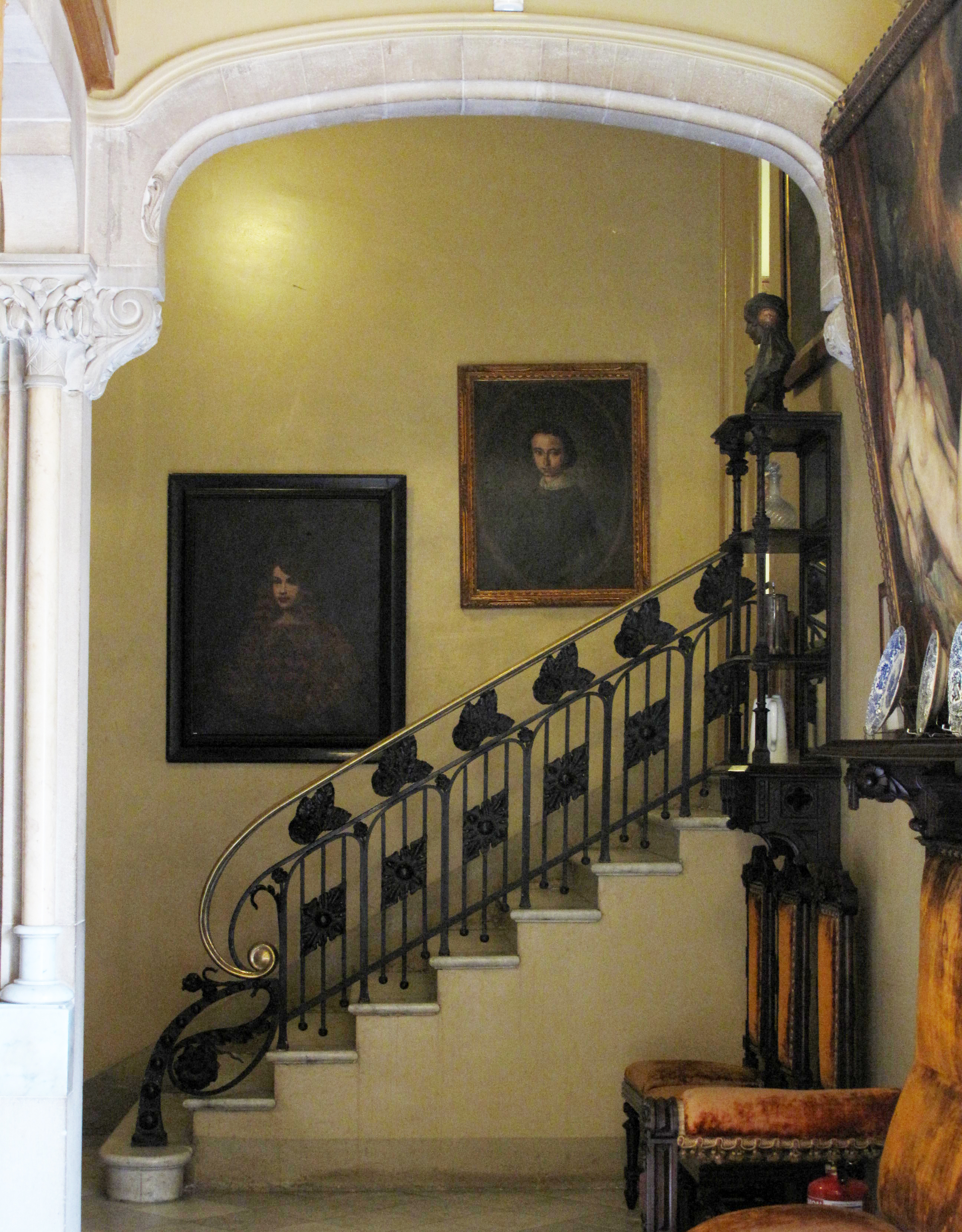
Escalera hacia la segunda planta.
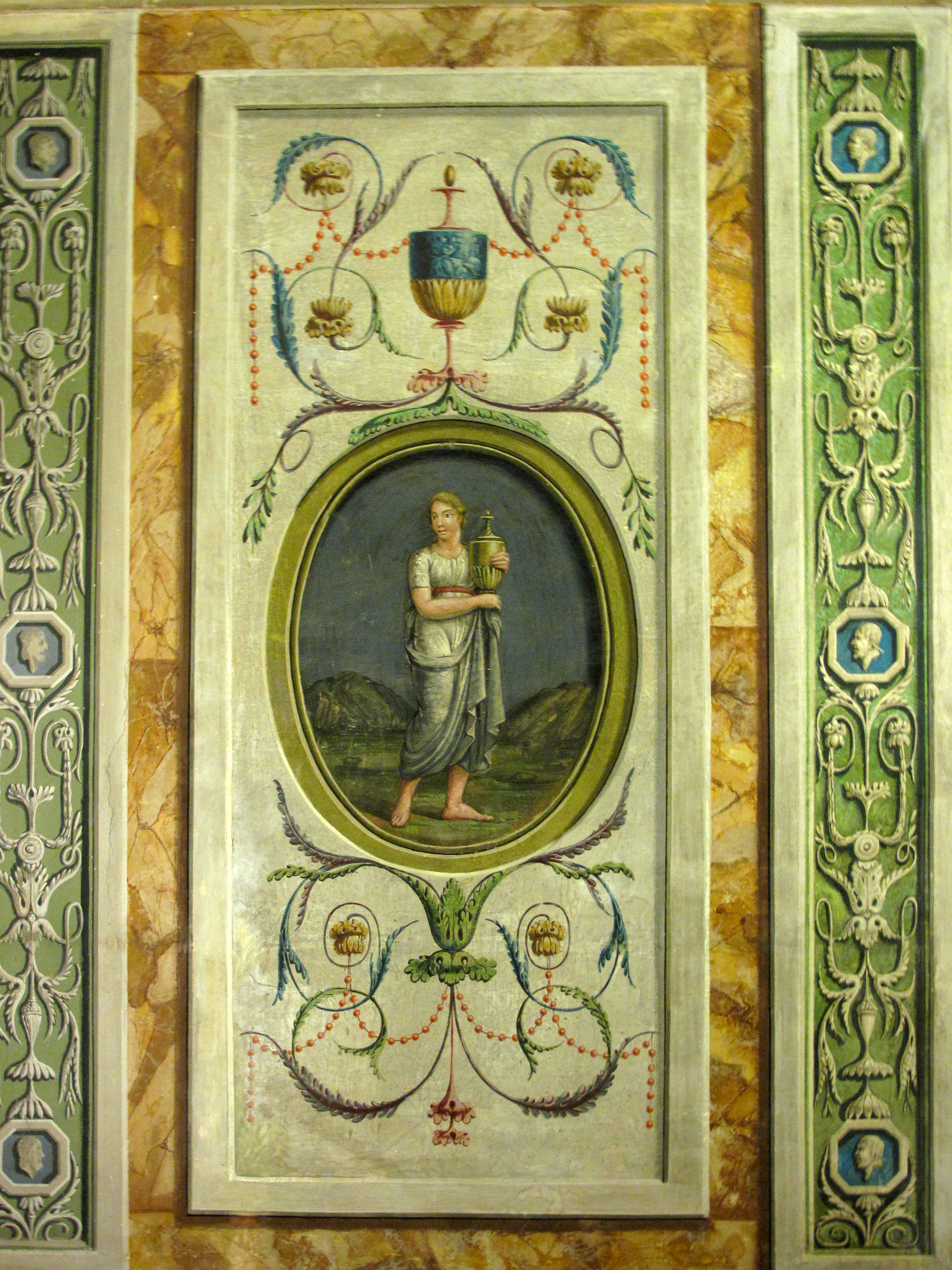
Pinturas murales en la sala Salvans.
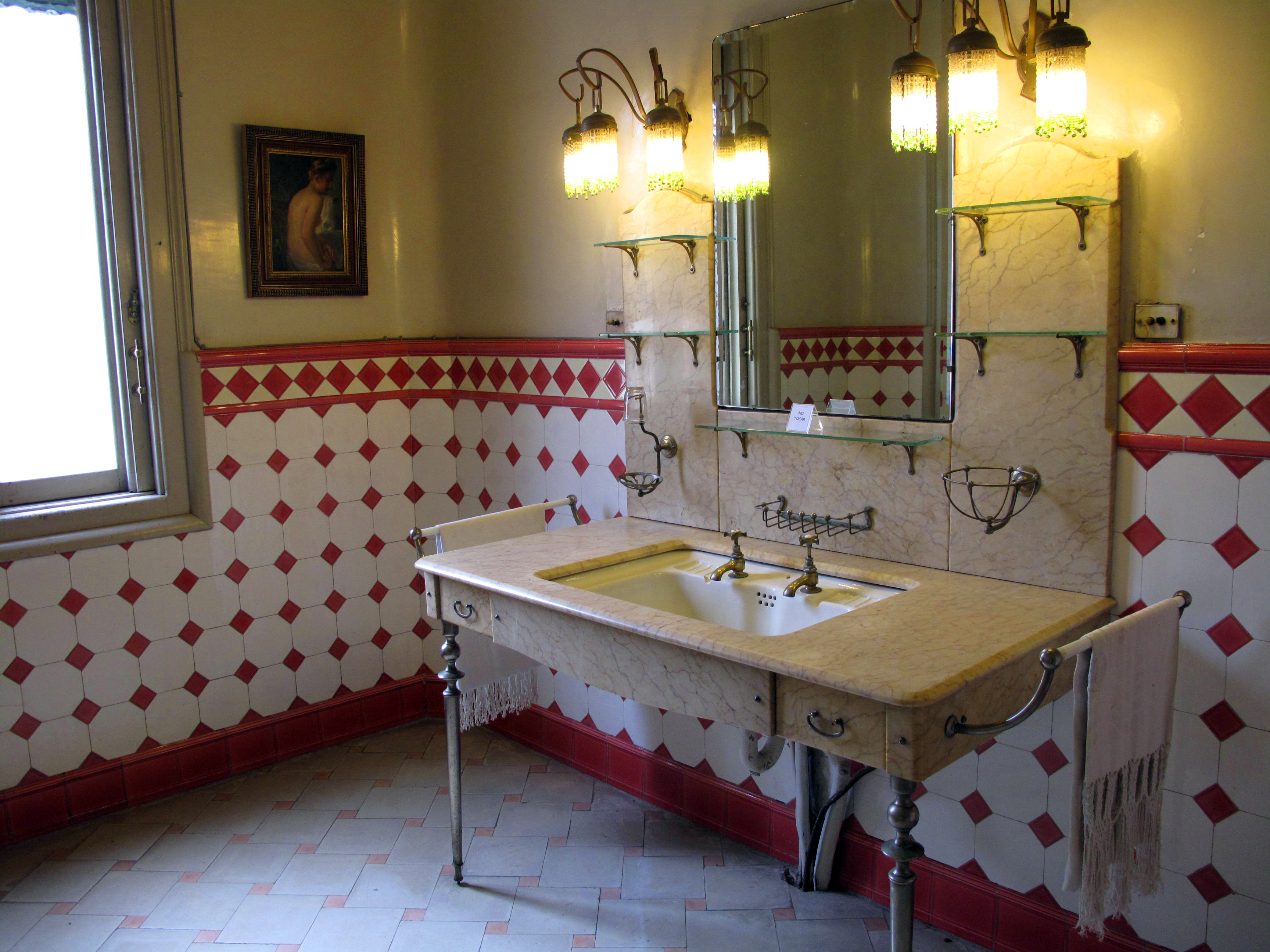
Lavabo
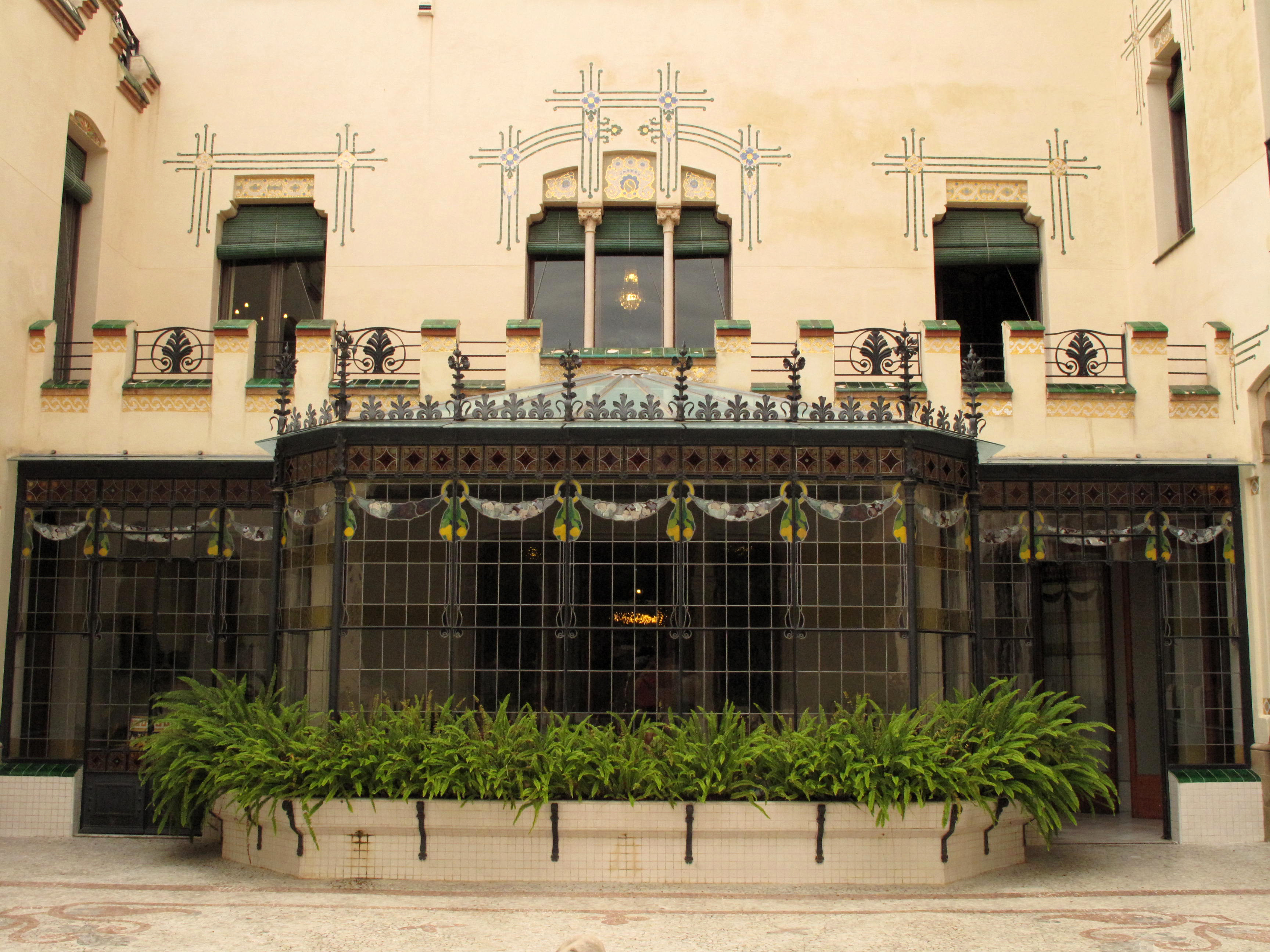
Galería con vistas al patio
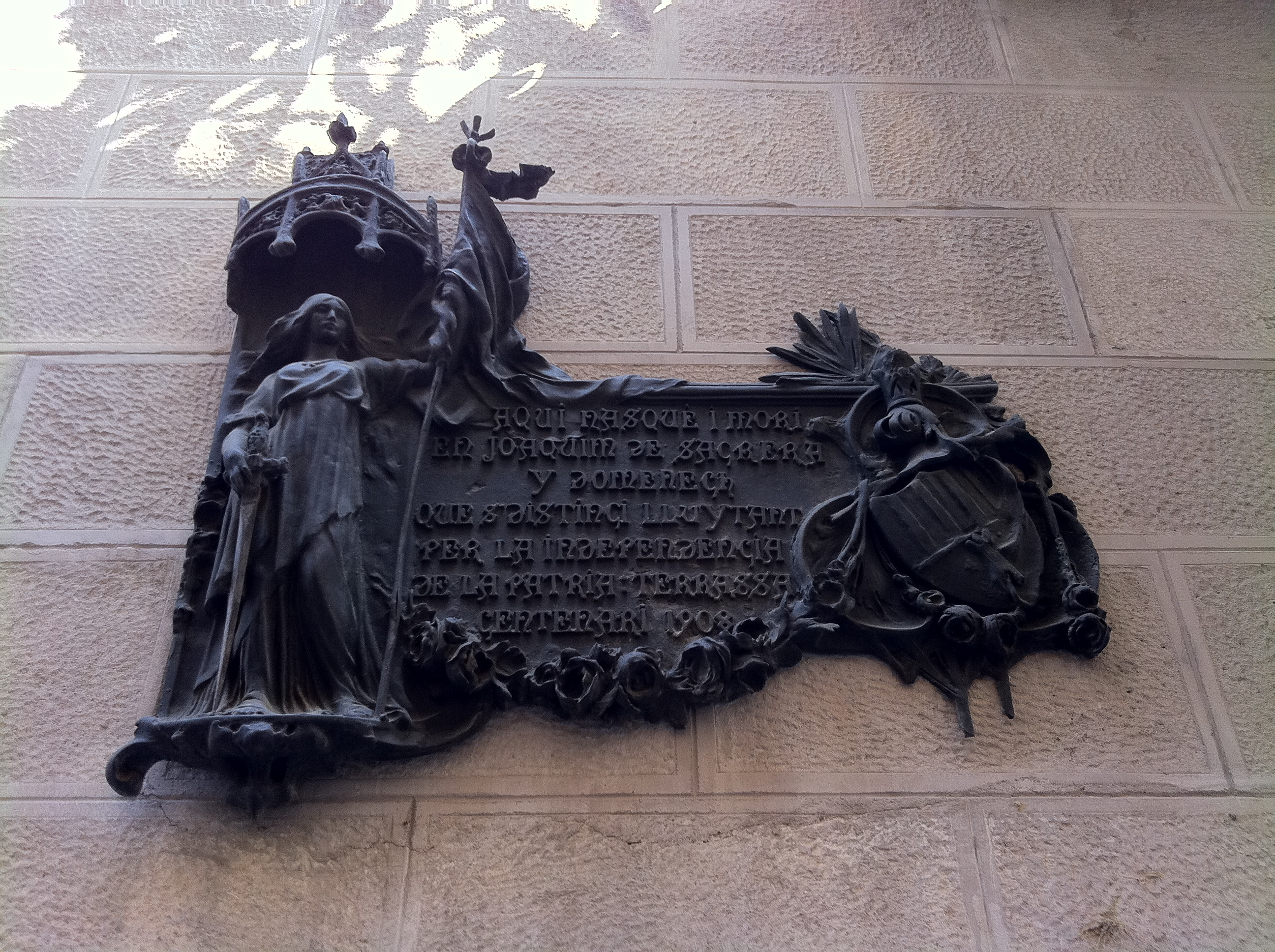
Placa en la fachada de la casa